# Roberto Alboni
Roberto Alboni (Seregno, 2 ottobre 1963) è un politico italiano.

## Biografia
Ha militato nel Movimento Sociale Italiano, dove è commissario del gruppo giovanile Fronte della Gioventù (nel 1991); successivamente confluisce in Alleanza Nazionale.
È stato eletto alla Camera dei deputati nel 1996, assumendo l'incarico di capogruppo di AN nella Commissione Difesa, e poi riconfermato nella successiva legislatura, nel collegio maggioritario di Limbiate, in rappresentanza della coalizione di centrodestra. In questa seconda legislatura ha ricoperto l'incarico di segretario di presidenza della Commissione Lavoro e, in seguito, della Commissione Attività Produttive.
A livello di partito, nel marzo 2002 è stato nominato presidente della Federazione provinciale di Milano di An e, nel marzo 2005, commissario della nuova Federazione di Monza e Brianza.
Il 14 giugno 2005 ha lasciato il ruolo di deputato, optando per quello di consigliere regionale della Lombardia.
Il 29 marzo 2010 è rieletto consigliere regionale della Lombardia nel listino bloccato del Presidente Formigoni. È stato Vicecapogruppo del gruppo PdL al Consiglio regionale della Lombardia. Candidato alle elezioni regionali della Lombardia nel 2013 con Fratelli d'Italia, non è stato rieletto.